# Georg Schönweiß
Georg Schönweiß (* 29. Januar 1889 in Elpersdorf bei Ansbach; † 12. August 1963 in Nürnberg) war Leiter der Stadtmission in Nürnberg.

## Leben und Werk
Er war der Sohn des Landwirts Michael Johann Schönweiß und Eva Margaretha geborene Kramer in Elpersdorf. 
Pfarrer Schönweiß gründete die Bahnhofsmission in Nürnberg wieder neu. 1922 gründete er den Verein Christliche Arbeitsgemeinschaft Nürnberg. Er war der erste Pfarrer der 1923 gegründeten Großstadtkirchengemeinde Nürnberg-Lichtenhof und veranlasste den Bau der Gustav-Adolf-Kirche und der Lutherkirche. In den Jahren 1927–1936 wurden fünf Heime eröffnet, in denen sozial schwache Gemeindeglieder betreut wurden. 1946 gründete er den Bund für lebendige Kirche (später Protestantenwerk). 1958 wurde auf dem Hasenbuck eine Siedlung mit 174 Wohnungen unter seiner Obhut gebaut.  
Er wurde für seine Verdienste mit dem Bundesverdienstkreuz und der Ehrenbürgerwürde der Gemeinde Elpersdorf gewürdigt. In Nürnberg-Lichtenhof trägt eine Straße seinen Namen.